# Фадрике де Кастилия
Фадрике Кастильский (исп. Fadrique de Castilla; 1360—1394, замок Альмодовар-дель-Рио) — первый герцог Бенавенте (1378—1394), незаконнорожденный сын короля Кастилии Энрике II и его любовницы Беатрис Понсе де Леон.

## Семейное происхождение
Внебрачный сын Энрике II (1334—1379), короля Кастилии (1367—1379), и его родственницы Беатрис Понсе де Леон. Его бабкой и дедом по отцовской линии были король Кастилии Альфонсо XI и Леонор де Гусман, а по материнской линии — Педро Понсе де Леон Старший (? — 1352), 5-й сеньор де Марчена, и Беатрис де Херика. Родной брат Беатрис Кастильской (? — 1409).

## Биография
В 1378 году Фадрике Кастильский получил от своего отца титул 1-го герцога де Бенавенте. Этот титул был конфискован в пользу кастильской короны после его смерти в 1394 году. Титул герцога де Бенавенте был возрожден королем Кастилии Энрике IV в январе 1473 года для Родриго Алонсо Пиментеля, 4-го графа де Бенавенте и де Майорга. В 1380 году Фадрике получил выговор от своего сводного брата, короля Кастилии Хуана I, за то, что он захватил арендную плату, которая была ненадлежащим образом была собрана в госпитале Сан-Маркос-де-Леон.
После смерти своей первой супруги Леонор Арагонской (1358—1382), король Кастилии Хуан I в мае 1383 года вступил во второй брак с Беатрис Португальской, дочерью короля Фернанду I и Элеоноры Тельес-де-Менезес, наследницей португальского престола.
Когда король Хуан I Кастильский скончался в 1390 году в Алькала-де-Энарес, в результате падения лошади, два сына от его первого брака, инфанты Энрике и Фернандо, были несовершеннолетними.

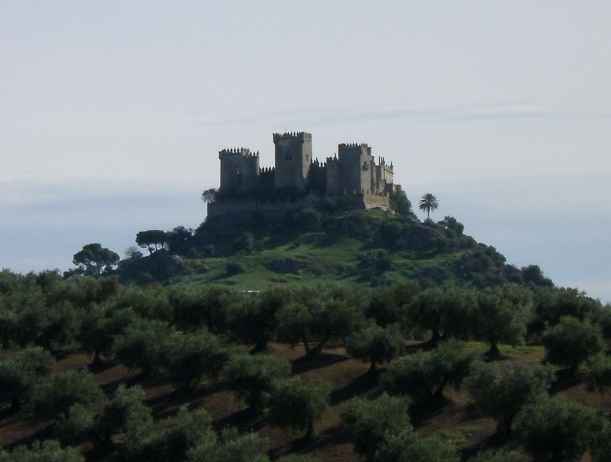
Замок Альмодовар-дель-Рио, где Фадрике Кастильский скончался в 1394 году.

Будучи сводным братом нового короля Кастилии Хуана I, Фадрике с 1390 года стал членом регентского совета и одним из опекунов малолетнего короля Энрике III. По этой причине он столкнулся с архиепископом Сантьяго-де-Компостела Хуаном Гарсиа Манрике и покинул регентский совет вместе с архиепископом Толедо Педро Тенорио и Гонсало Нуньес де Гусман, магистром Ордена Калатравы.
В 1392 году Фадрике был повторно принят в регентский совет, но смерть кастильского рыцаря по его приказу снова стоила ему изгнанием из совета. В 1394 году Фадрике был вновь принят в регентский совет, хотя вскоре он был обвинен в совершении нескольких финансовых нарушений в сговоре со своими сводной сестрой Леонор Наваррской и сводным братом и Альфонсо Энрикесом, графом Норенья и Хихон, и его двоюродным братом Педро Энрикесом де Кастилия, графом де Трастамара и магистром Ордена Сантьяго.
В июле 1394 года Фадрике де Кастилия был арестован по приказу короля Энрике III Кастильского и заперт в замке Бургос, откуда он вскоре был перевезен в замок Монреаль-дель-Кампо, а затем в замок Альмодовар-дель-Рио, где он скончался в 1394 году. Местонахождение его останков неизвестно.

## Потомство
Фадрике Кастильский находился в любовной связи со своей кузиной Леонор Санчес Кастильской (ок. 1374—1444), незаконнорожденной дочерью Санчо Кастильского, 1-го графа де Альбуркьерке. В результате этих отношений родилась дочь:
- Леонор де Кастилия (1393 — 7 сентября 1470). В 1408 году она вышла замуж за Педро Манрике де Лара и Мендоса (1381—1440), 8-го сеньора де Амуско, 3-го сеньора де Тревиньо, Наваррете, Окон, Редесилья и Паредес-де-Навас и главного аделантадо Кастилии. У супругов было пятнадцать детей. После смерти супруга Леонор удалилась в основанный её монастырь Консоласьон-де-Калабасанос, где она была похоронена.